# Валь, Корнелис де
Корнелис де Валь (нидерл. Cornelis de Wael; 7 сентября 1592 года, Антверпен — 1662 года, Рим) — южнонидерландский (фламандский) живописец, рисовальщик и гравёр в технике офорта. Наиболее известный представитель художественной семьи: сын живописца Яна де Валя и младший брат художника Лукаса де Валя.
Корнелис де Валь в основном жил и работал в Генуе. Известен картинами бытового жанра, изображениями батальных сцен, историческими картинами и натюрмортами. Благодаря своему творчеству, поддержке фламандских художников в Италии, и своей роли коммерсанта по продаже произведений живописи, он сыграл важную роль в художественном обмене между Италией и Фландрией в первой половине XVII века. Его картины оказали влияние на местных художников, таких как Алессандро Маньяско.

## Биография
Корнелис де Валь учился живописи у отца Яна де Валя Первого (1558—1633). Его мать, Гертруда де Йод, также происходила из семьи художников: её отцом был картограф Герард де Йод, а брат Питер де Йод Старший — гравёр.
Корнелис последовал за своим старшим братом Лукасом (1591—1661), художником-пейзажистом в Геную, где он жил и работал непрерывно с 1620 года до своей смерти в 1661 или 1662 году, за исключением двух коротких поездок в Рим. Он искусно изображал сражения и животных; писал пейзажи и бытовые сцены. В Италии он сблизился с художниками круга Питера ван Лара «Перелётные птицы», или «Бент», — «братствa» иностранных художников, прибывавших в католический Рим из северных стран (главным образом из Нидерландов и Германии), а также группы римских художников под названием «бамбоччанти», которые работали в жанре изображения народных сценок, происходящих на римских улицах. Среди самых ранних произведений Корнелиса де Валя — «Привал на марше» и «Сцена лагеря с обстрелом крепости» в галерее графа Гарраха в Вене, которые ранее ошибочно приписывали Эсайасу ван де Велде. Корнелис де Валь также писал религиозные произведения, например, серию картин на тему «Семи дел милосердия».
В 1627 году Корнелис стал членом Академии Святого Луки, престижной ассоциации художников в Риме, у которой были строгие критерии приёма. Братья вернулись в Геную в 1628 году, где Корнелис провёл большую часть своей жизни, а его брат Лукас в том же году вернулся в Антверпен. Генуя была в то время привлекательным местом для художников, поскольку конкуренция там была менее острой, чем в ведущих культурных центрах Рима, Флоренции или Венеции, а Генуя была процветающим портовым городом, в котором проживало большое количество заказчиков и коллекционеров. Мастерская братьев де Валь в Генуе стала центром колонии фламандских художников, прибывавших в этот город.
Когда Антонис Ван Дейк посетил Геную, он остановился у братьев де Валь. Ранее считалось, что Корнелис был одним из ближайших сотрудников Ван Дейка, но недавние исследования показали, что, более вероятно, эту роль сыграл фламандский художник Ян Роос. Ван Дейк написал портрет братьев де Валь (Капитолийские музеи, Рим), который позже был награвирован Венцелем Холларом. Фламандский живописец Ян Брейгель Младший останавливался у братьев де Валь в Генуе в октябре-декабре 1622 года. Гаспар ван Эйк, работавший в Генуе с 1632 по 1640 год, также был сотрудником Корнелиса де Валя. В генуэзской мастерской де Валя также работал Андрис ван Эртфельт.
Корнелис участвовал в торговой деятельности со своим родным городом Антверпеном, продавая самые разные товары. Как торговец произведениями искусства он сыграл важную роль в распространении гравюр Рембрандта в Генуе и Риме.
Картины Корнелиса де Валя пользовались большим спросом. Его покровителями были родовые аристократы Генуэзской Республики, а также король Филипп III Испанский и Филипп-Шарль, 3-й граф Аренберг.
Корнелис де Валь также был успешным художником-портретистом. Он сотрудничал с Ван Дейком, а также с другими фламандскими художниками, такими как пейзажист Ян Вильденс. Сотворчество разных художников, часто в работе над одной картиной, было в то время обычным делом. Де Валь писал стаффаж в пейзажах итальянского живописца Джованни Баттисты Вичино. Во многих батальных сценах и видах на гавань его брат Лукас писал пейзаж, а Корнелис, в свою очередь, добавлял фигуры к картинам Лукаса.
Корнелис де Валь оставил множество рисунков, некоторые из которых находятся в коллекциях парижского Лувра и Британского музея в Лондоне. В Британском музее хранится альбом из 53 рисунков 1640—1650 годов, посвящённых преимущественно военным сюжетам. Многие из его рисунков были переведены в офорты его племянником Яном Батистом де Валем. По эскизам де Валя гравировал мастер из Антверпена Мельхиор Хамерс. Гравёр и издатель из Антверпена Александр Вот Старший опубликовал гравюры, выполненные по рисункам де Валя, такие как серии «Времена года» и «Пять чувств». Де Валь также гравировал сам. В Британском музее хранится серия из 19 офортов с изображением жанровых сцен, опубликованных Мартинусом ван ден Энденом Старшим.
Среди учеников Де Валя были его племянник Ян Батист де Валь (сын Лукаса), фламандский художник Ян Ховерт (также известный как Джованни Ховарт, Джованни ди Ламберто, Джованнино дель Ламберто, Ян Ламбертс Ховерт) и Антонио Ринальди.
Корнелис де Валь скончался в Риме в 1667 году. Эпистолярные источники описывают впечатляющие похороны, на которых присутствовало около 400 фламандских художников, входивших в иностранную колонию Рима.

## Галерея

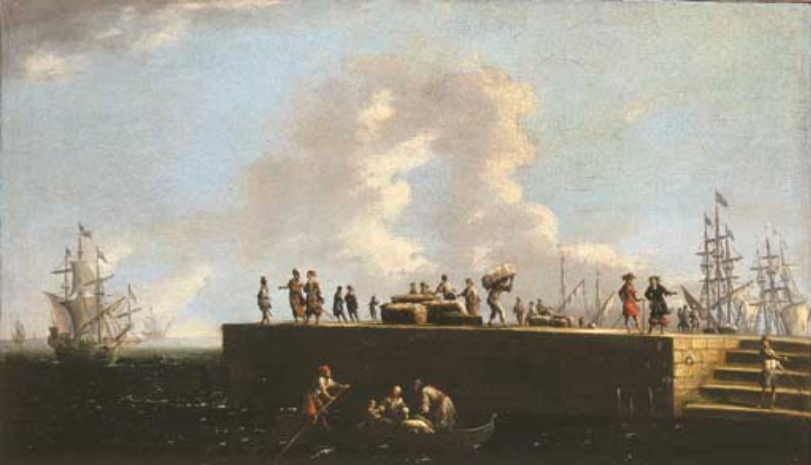
Средиземноморская набережная с моряками-торговцами и грузчиками. Между 1607 и 1667. Холст, масло. Частное собрание
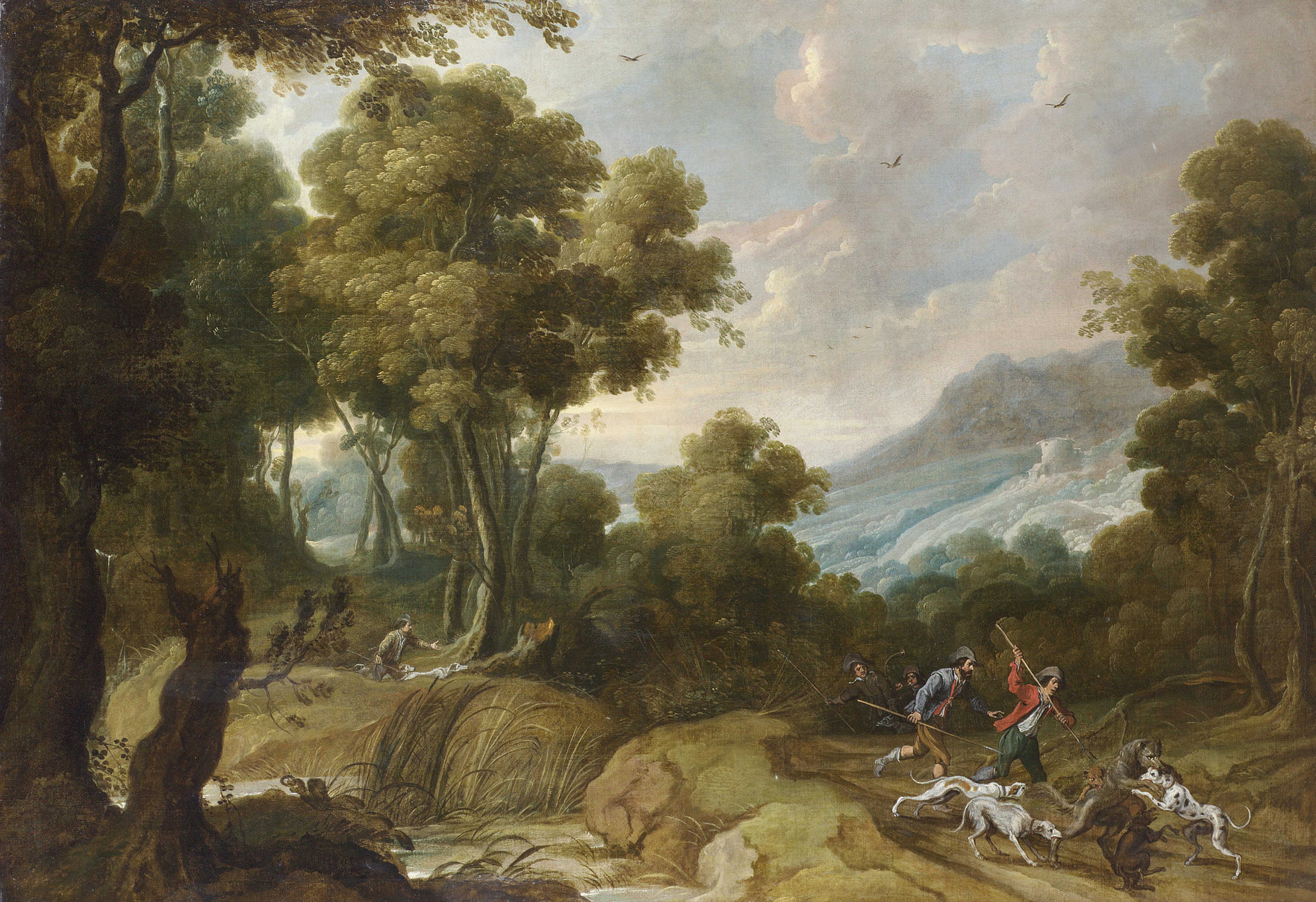
Лесной пейзаж с охотниками и их собаками, атакующими волка. Между 1602 и 1653. Холст, масло. Частное собрание
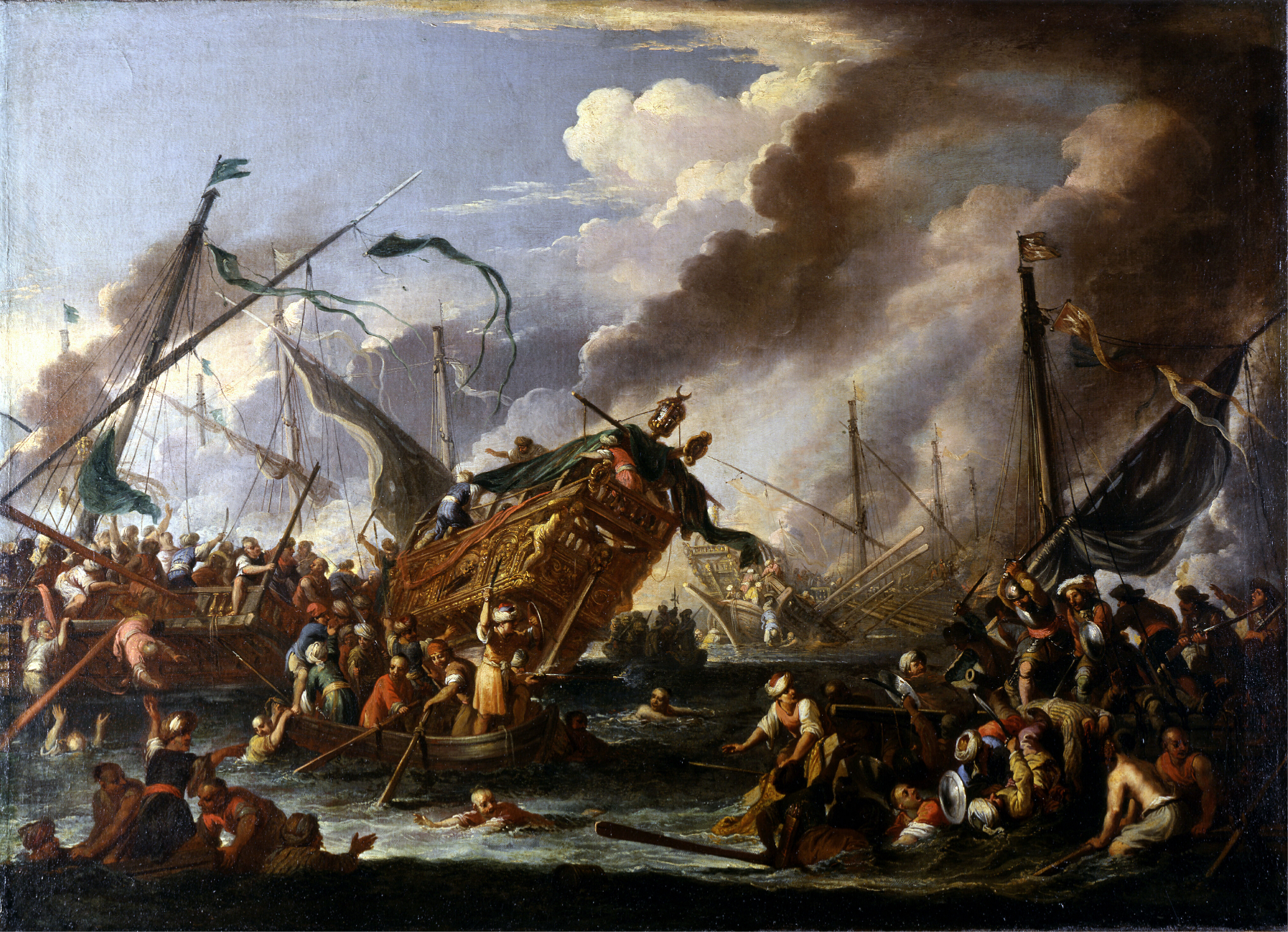
Битва между христианами и турками. Между 1610 и 1667. Холст, масло. Музей Польди-Пеццоли, Милан
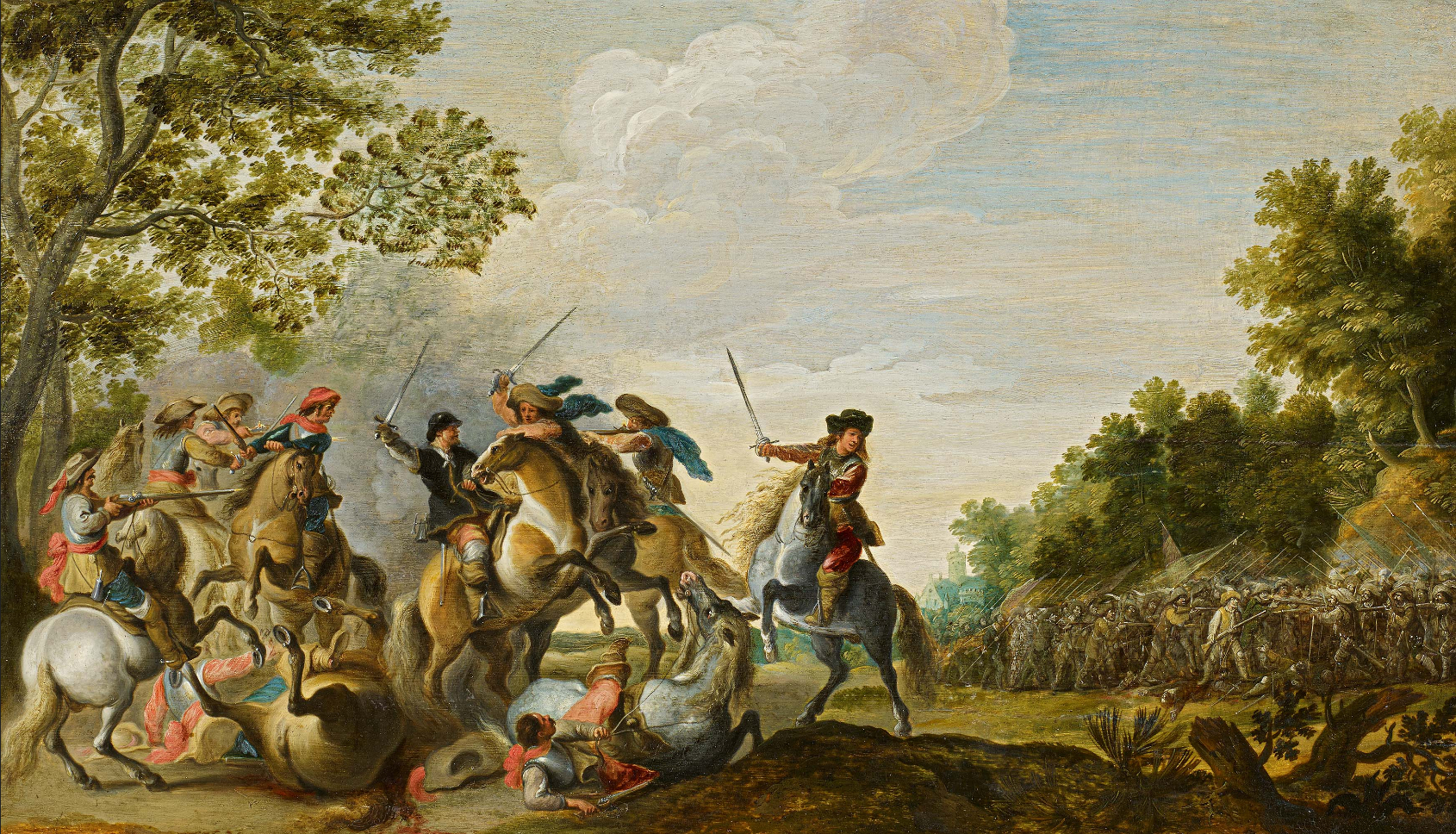
Конная схватка. Между 1610 и 1667. Дерево, масло. Частное собрание
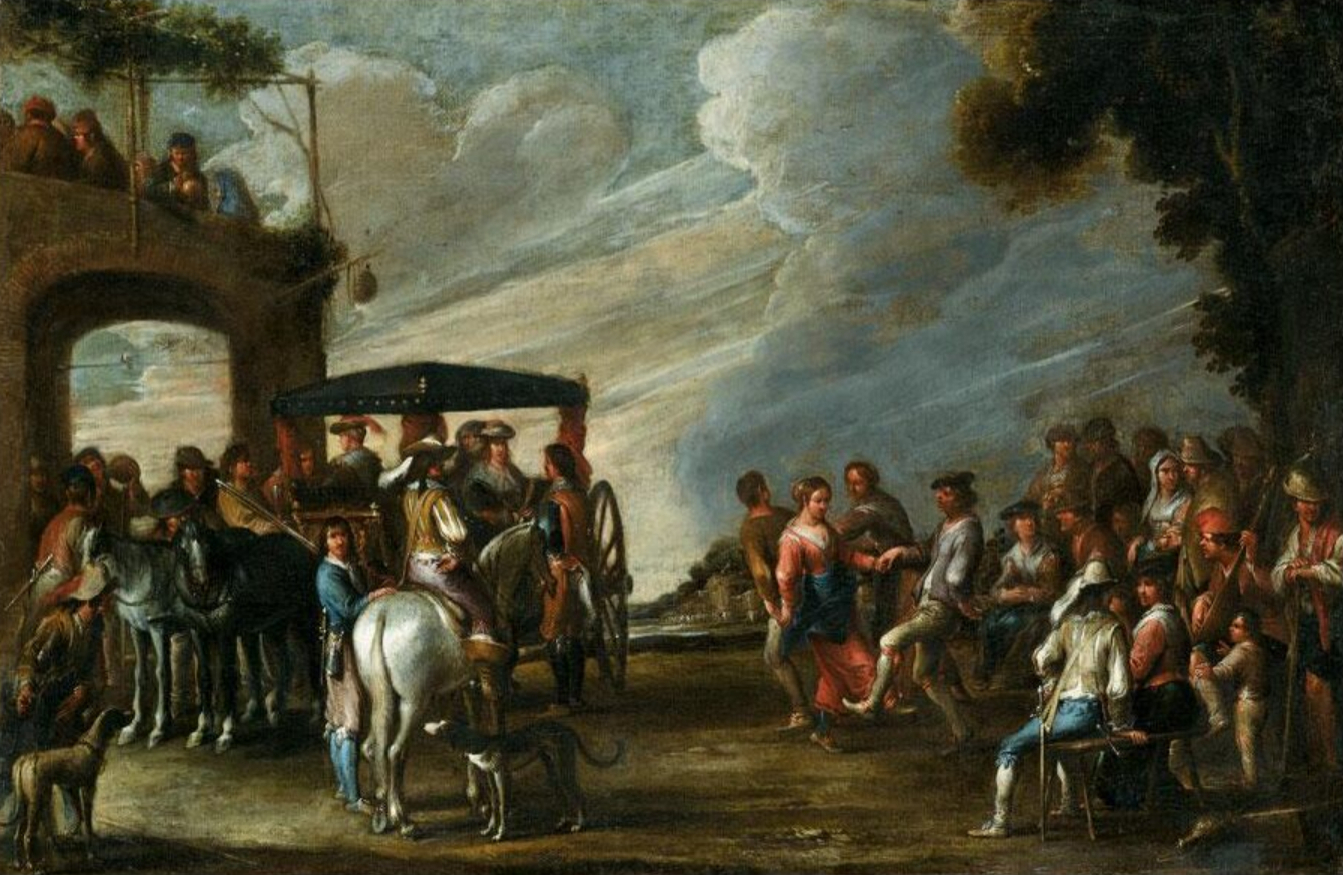
Пейзаж с дамами, выходящими из кареты перед трактиром, вместе с веселящимися и танцующими фигурами.  Между 1610 и 1667. Холст, масло. Частное собрание
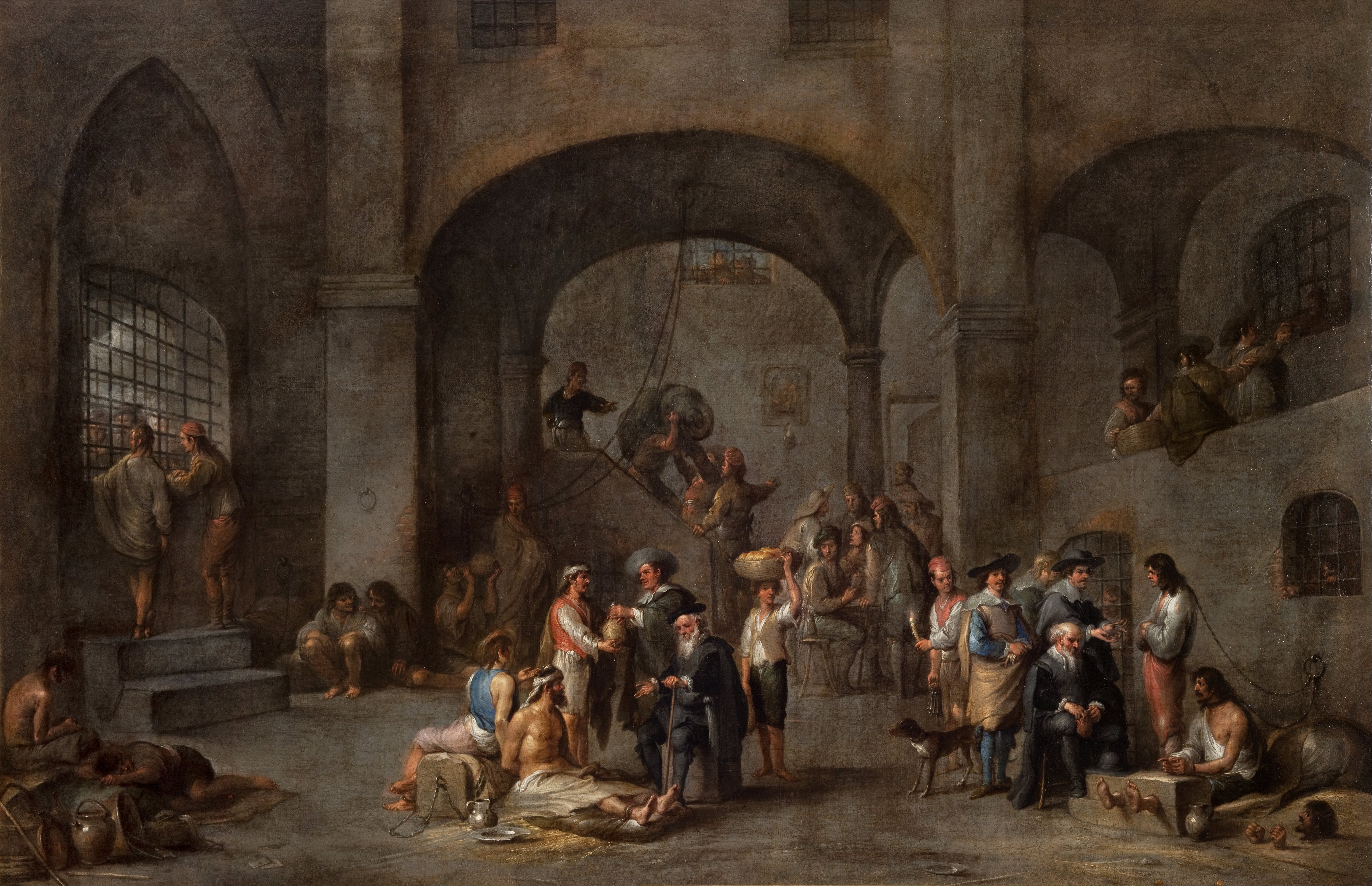
Посещение заключённых. Ок. 1640. Музеи Страда Нуова, Генуя
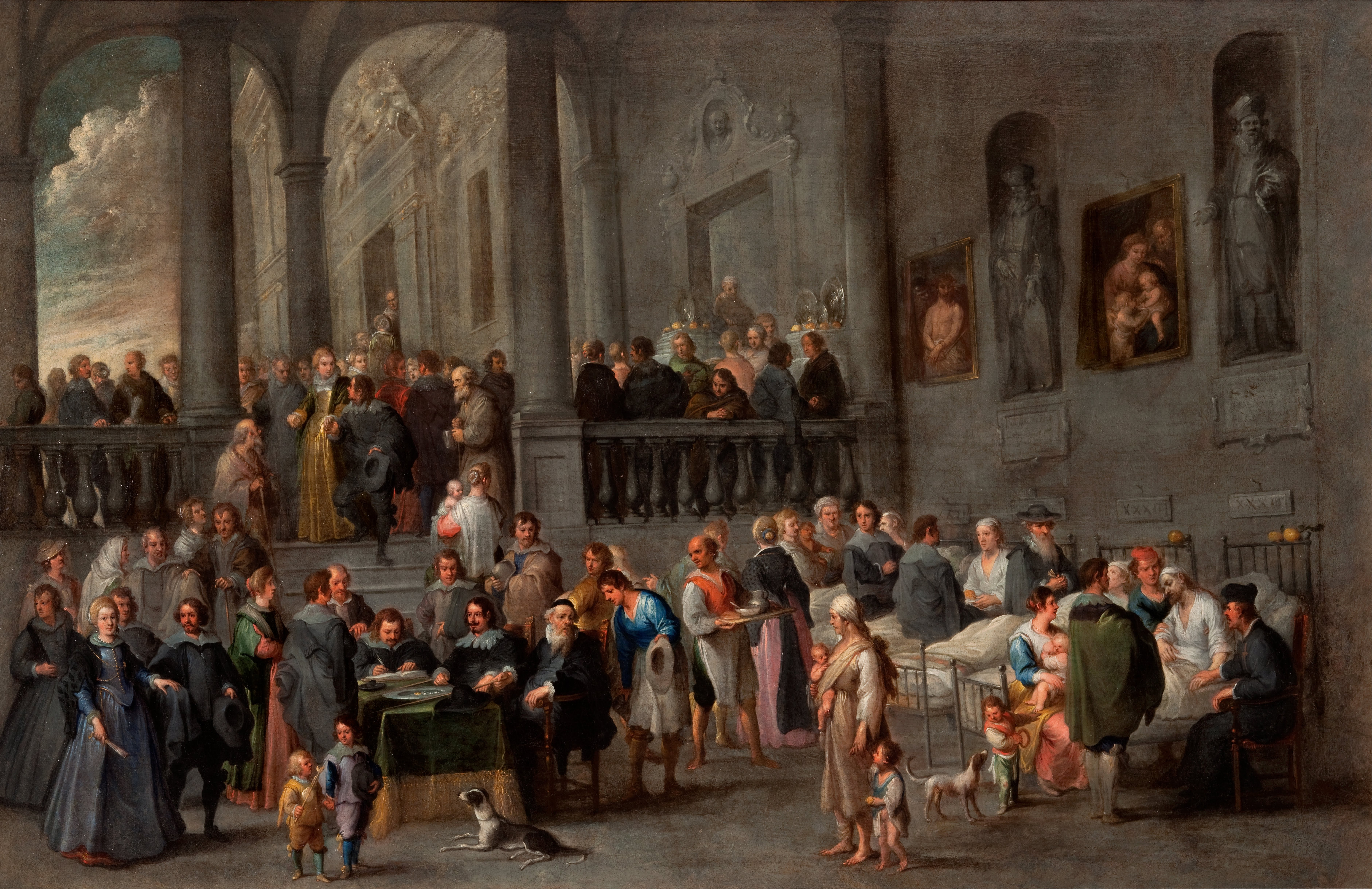
Посещение больных. Ок. 1640. Музеи Страда Нуова, Генуя